# Mill en Sint Hubert
Mill en Sint Hubert es un municipio de la provincia de Brabante Septentrional en los Países Bajos. El 30 de abril de 2017 contaba con una población de 10.825 habitantes, sobre una superficie de 53,17 km², de los que 0,89 km² corresponde a la superficie cubierta por el agua, con una densidad de 207 h/km².  
Los pueblos que forman el municipio junto con Mill, donde se asienta el ayuntamiento, son Sint Hubert, Langenboom y Willbertoord, además de algunas aldeas menores. Unido durante la ocupación napoleónica de 1810 a 1813, se trata de un municipio tradicionalmente agrícola, del que se tienen noticias desde la Edad Media, aunque el auge de la industria madera a comienzos del siglo pasado introdujo algunos cambios en su fisonomía y su economía.

## Galería de imágenes

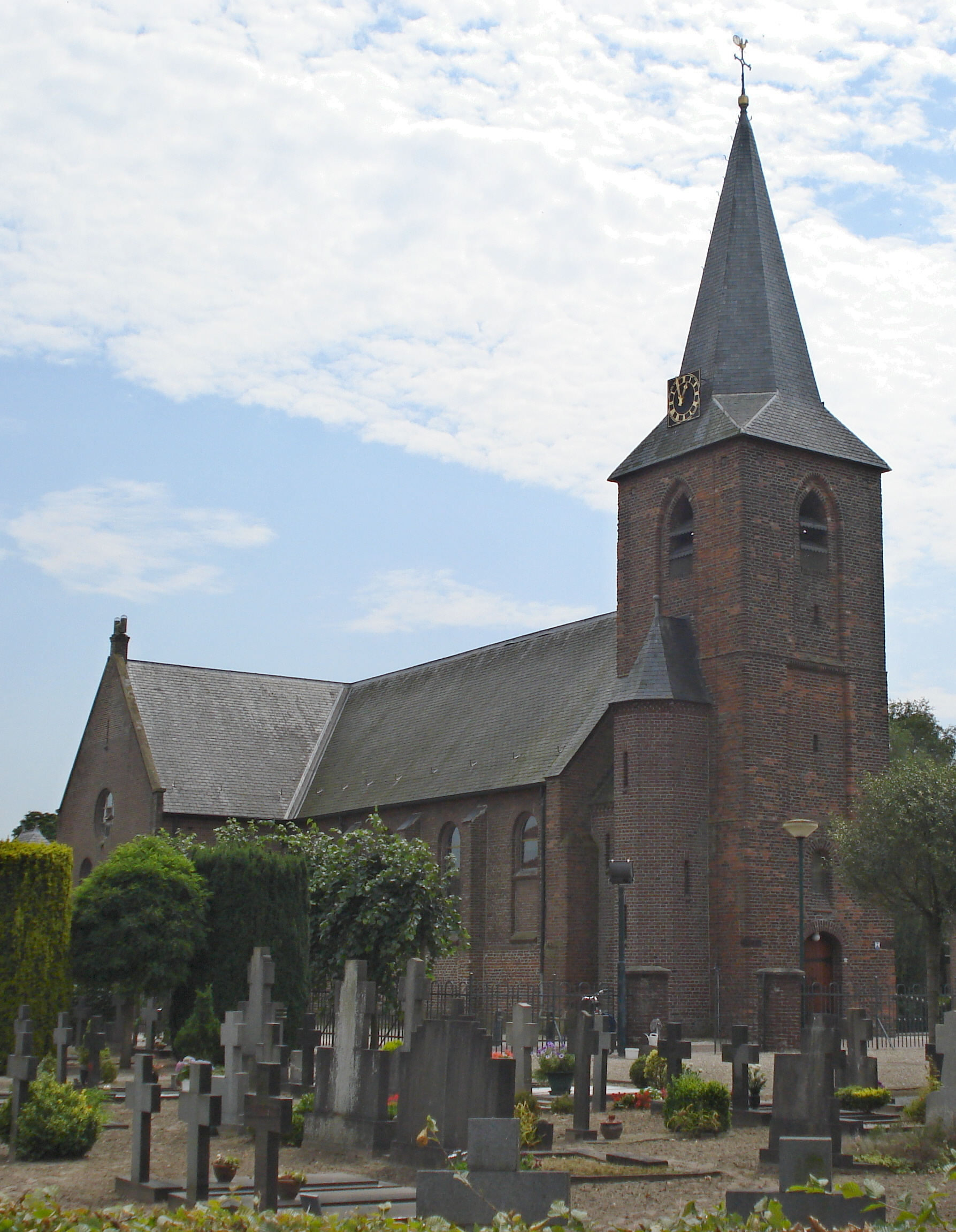
Sint Hubert: Iglesia de Santos Huberto y Bárbara, iniciada en el siglo XV.
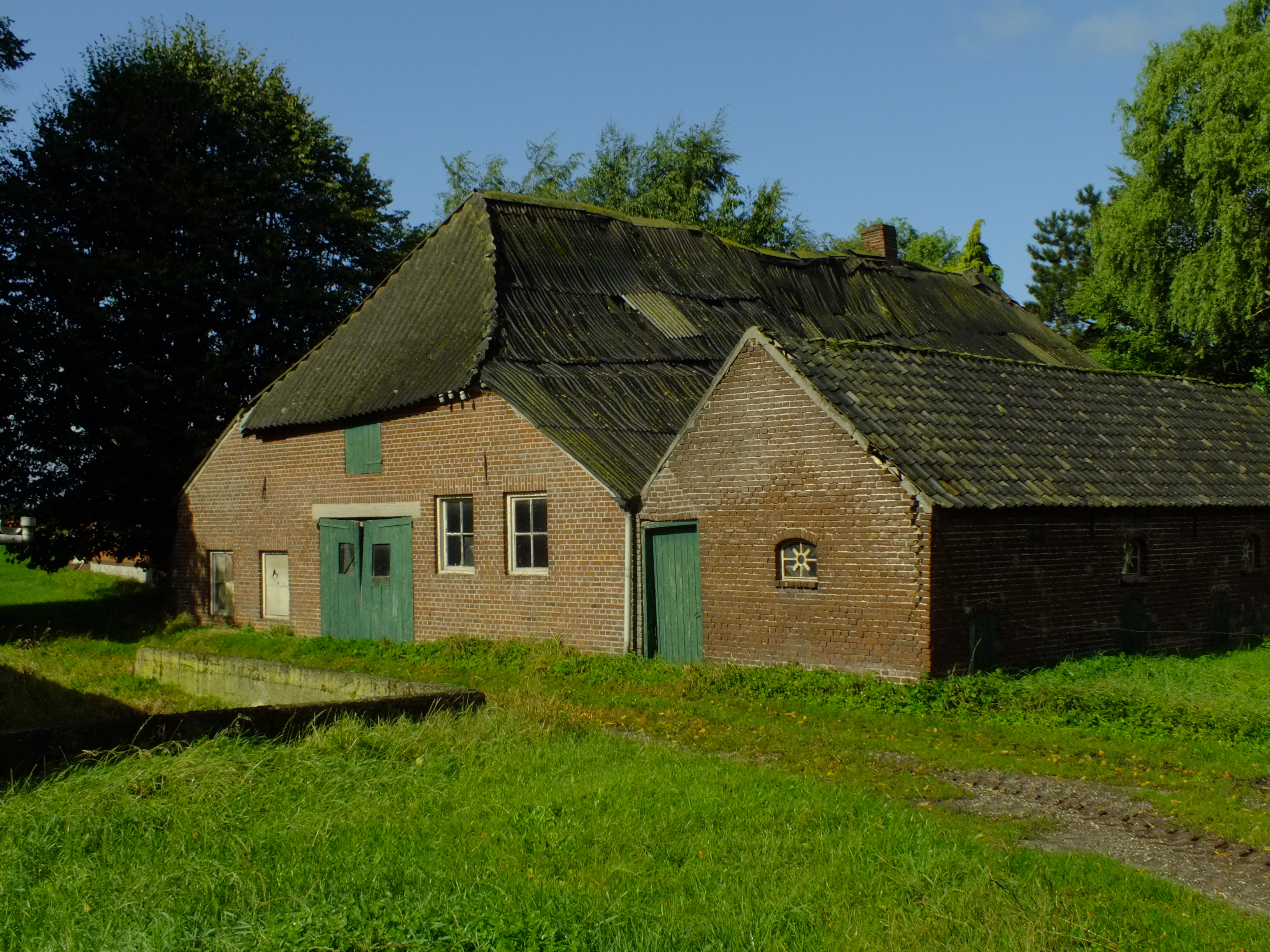
Sint Hubert: casa granja
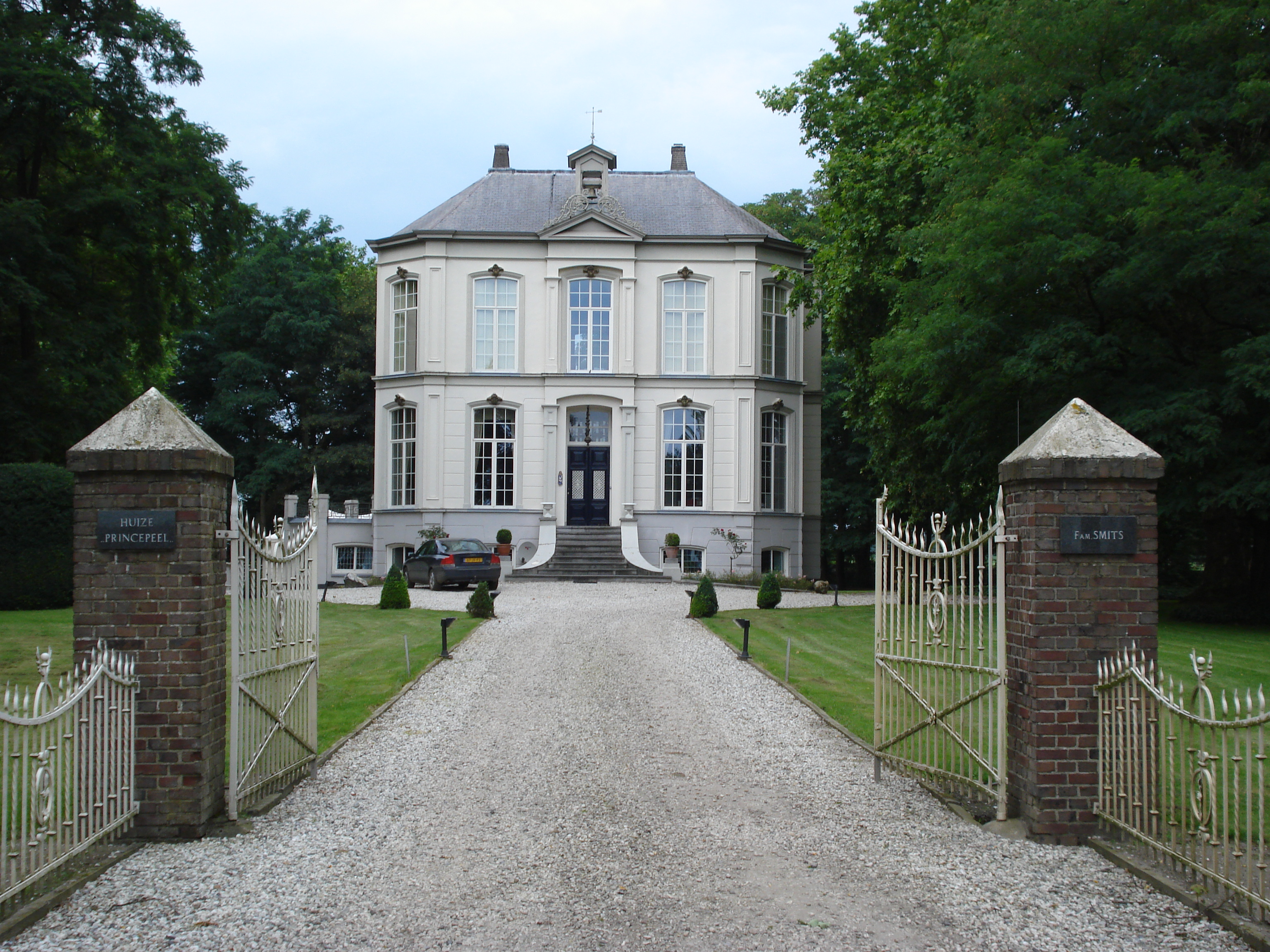
Wilbertoord: casa de campo conocida como Princepeel, 1871.
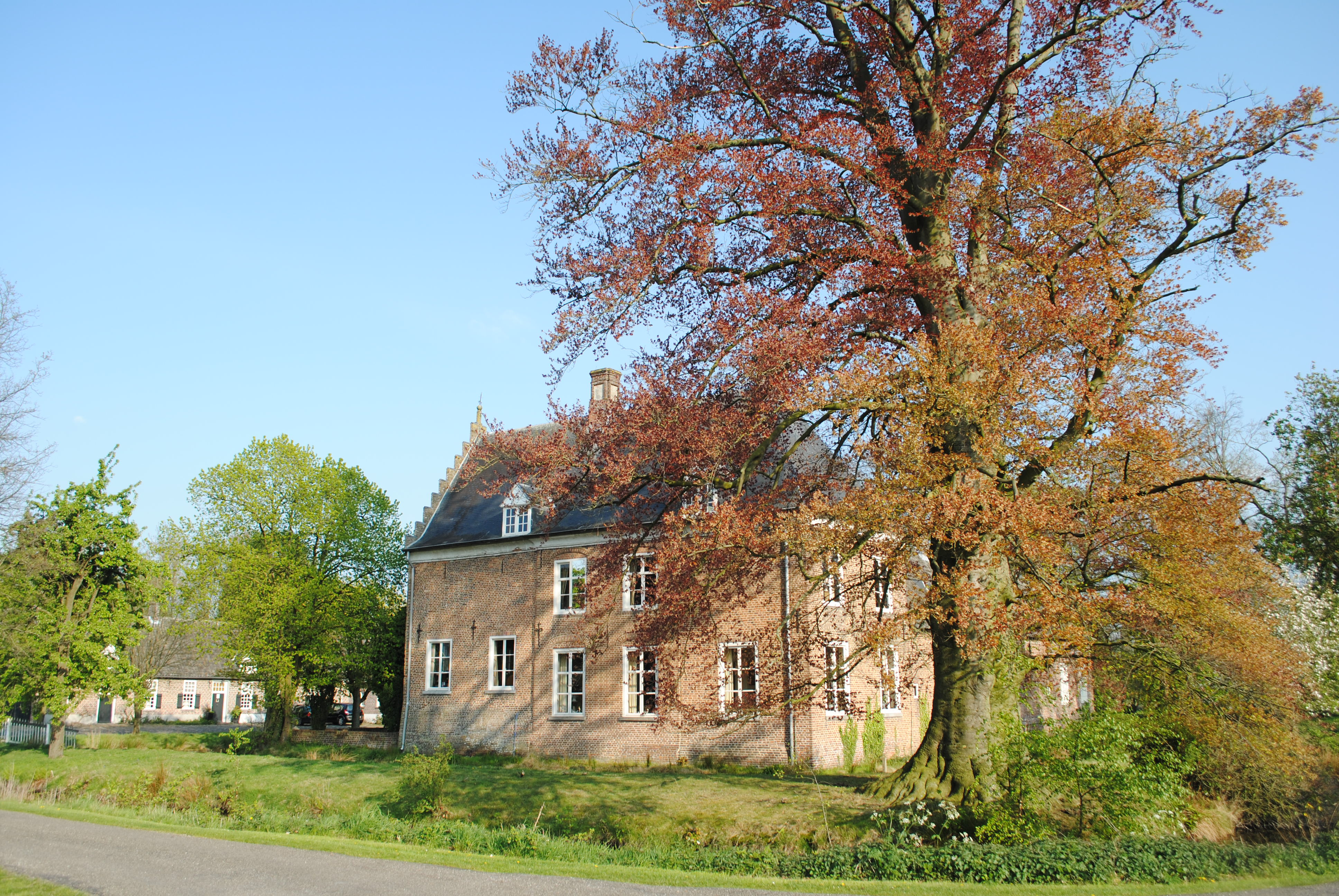
Mill: kasteel Aldendriel
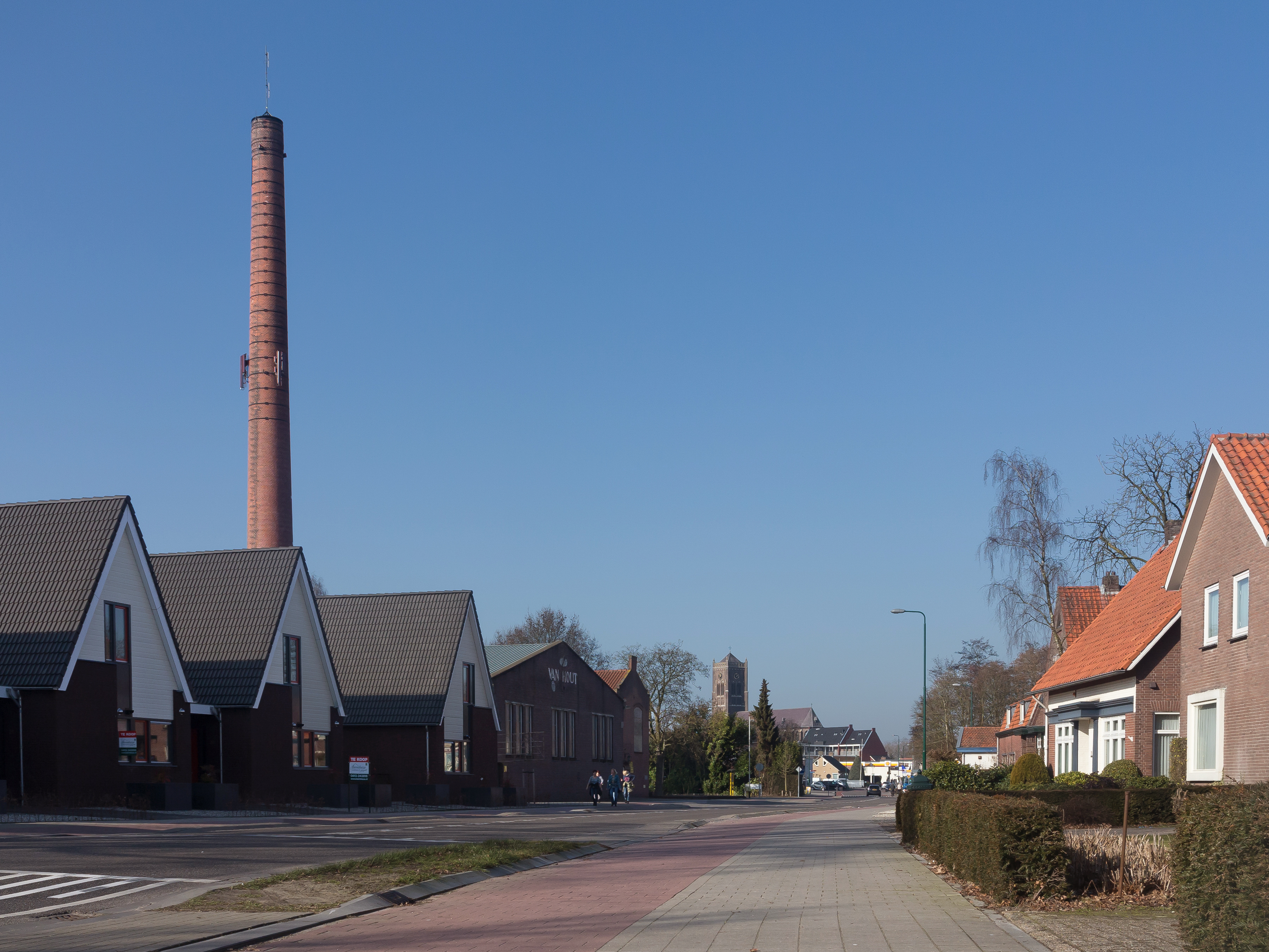
Mill, la chimenea de piedra en la antigua fábrica